# 川上愛子
川上 愛子（かわかみ あいこ、1975年9月19日 - ）は一般社団法人日本爪肌美容検定協会（ANSEM）代表理事。

## 来歴
山形県出身。日本ネイリスト協会認定校卒業後、ネイリストとして活躍。
2007年株式会社CoeurBeauty設立。2010年JNAジェルネイル技能検定試験上級資格取得。2012年日本スキンケア協会スキンケアカウンセラー資格取得。
2014年MOGABROOK社公認カルジェルエデュケーター資格取得。
「自分の爪を可愛くしたい」と思ったのをきっかけにネイルスクールへ通い始める。資格取得後は、ネイリストとしてNori Horikoshiプロデュースの『Nail GLAMOROUS』に勤務。一般のお客様の施術するだけでなく、ドラマや雑誌撮影の作品にも多く手掛けてきた。「もう少し家に居ることが出来たら」 と考えて自宅の近くでネイルサロン『coeur du fer』をオープン。サロン名は日本語にすると「鉄のハート」の意味。大好きな氣志團の曲が由来になっている。サロンには芸能人も来店。少人数制のネイルスクールも開講していた。
2015年美容専門科コラムニストとして各社サイトにて連載コラムを執筆開始。現在は厚生労働省後援「美容広告管理者養成講座」講師。科学的根拠に基づいたカリキュラムを学ぶANSEM（社）日本爪肌美容検定協会の代表理事・ 株式会社SDM顧問を務める。
化学的な視点でスキンケアを研究。2万人以上を美肌に導く。「洗いすぎない美容」の第一人者。
現役の専門技術者や有識者が科学的根拠を元に健康を基本とした美容を発信する団体「Beauty  Pro46」代表。
通販番組のゲストとしても多数出演。
日本スキンケア協会認定講師資格・コスメ薬事法管理者資格 温泉ソムリエなどの様々な資格を持つ。
過去にはふなっしーの右腕としても活躍していた。 ふなっしーオフィシャルグッズを手掛ける株式会社 Selapint代表取締役でもあり、 グッズの企画・販売の他イベントでの警備まで担当。2014年1月18日に放送された「夏目の右腕」へ出演し、ふなっしーとの出会いやグッズ制作・ふなっしーへの想いを語っている。公式ブログでは「ふなっしーオフシャルグッズの作り方 ※落書きバージョン」などの裏話も公開。ふなっしーファンからは「ふなっしーへの熱い想いを感じる」とコメントが多々寄せられている。

## 出版
- 「皮膚常在菌ビューティ！」（ワニブックス）  2019年2月20日
- 「こっそりマスク内美容」共著（主婦の友社）  2020年12月23日

## 出演・掲載
- VoCE「素肌力向上委員会」掲載 – 2019年7月
- 「Dr.Ci:Labo」メディカルコスメ会報誌「美研」掲載 – 2019年7月
- 文化放送「川中美幸　人・うた・心」出演 – 2019年7月
- 「介護ポストセブン」に取り上げられる – 2019年7月
- 読売新聞にて著書「皮膚常在菌ビューティ！」が取り上げられる – 2019年7月
- からだにいいこと10月号掲載 – 2019年8月
- 「ソフィスタンスジャーナル」掲載 – 2021年3月
- 「LDK the beauty」掲載 – 2021年3月
- 日本生命広報誌「みらいら」掲載 - 2021年3月
- 「FITTE」監修記事掲載 - 2021年5月
- 「クロワッサン」掲載 - 2021年9月
- 「 いいものプレミアム 」出演 - 2021.11.29
- 「TBSキニナルマーケット」出演 - 2021年11月
- 「even-if」掲載 - 2021年12月
- フジテレビ　リアルトーク通販バラエティー「魔女に言われたい夜」出演 - 2021年12月
- ファッション雑誌「bis」掲載 - 2021年12月
- 「 女性自身 」掲載 - 2021年12月
- 日本通販グループの番組「イチおし！プレミアム」出演 - 2021年12月
- 「LDK」掲載 - 2022年2月
- 「女性自身」掲載 - 2022年2月
- 「世田谷自然食品」のインフォマーシャル出演者- 2022年2月